# گل‌رود

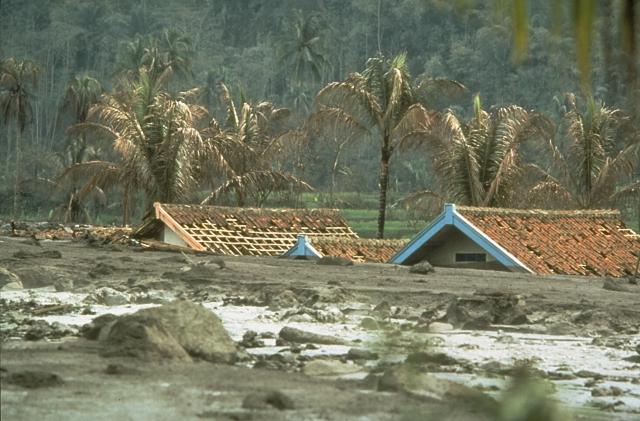
جریان لاهار پس از فوران آتشفشان گالونگانگ در سال ۱۹۸۲

لاهار یا گِل‌رود (انگلیسی: Lahar) نوعی جریان گِلی یا جریان واریزه‌ای است که از ترکیب دوغاب سنگ‌های آذرآواری، واریزه‌های سنگی و آب پدید می‌آید. معمولاً مواد تشکیل‌دهنده لاهار از دهانه آتشفشان و در امتداد دره رودخانه به پایین جاری می‌شود. لاهار بسیار مخرب بوده و می‌تواند با سرعت ده‌ها متر بر ثانیه و با عمق ۱۴۰ متری جریان یابد و در مسیر خود همه سازه‌ها را نابود کند. جریان‌های لاهاری کوه پیناتوبو و نوادو دل روئیس نمونه‌های مشخصی از این پدیده است که هزاران نفر را به کام مرگ کشاند.
واژه لاهار از زبان جاوه‌ای گرفته شده و برای تشریح جریان‌های گِلی یا واریزه‌ای به‌کار می‌رود.

## علل پدید آمدن
لاهار ممکن است بر اثر چندعلت پدید آید:
- ذوب شدن برف و یخچال طبیعی بر اثر جریان گدازه یا جریان آذرآواری در هنگام فوران آتشفشان
- خروج جریان گدازه و آمیخته‌شدن آن با خاک و گل بر روی دامنه‌ها و تشکیل لاهار بسیار چسبناک و دارای توان تخریبی بالا
- سیل ناشی از ذوب یخچال، شکسته‌شدن دریاچه یا بارندگی سنگین و تشکیل لاهار
- ترکیب آب موجود در دریاچه دهانه آتشفشان با مواد آتشفشانی در هنگام فوران
- بارندگی سنگین بر روی رسوبات ناپیوسته آذرآواری
- زمین‌لغزش‌های آتشفشانی